# Nozze di Bacco e Arianna
Le Nozze di Bacco e Arianna è un dipinto a olio su tavola (28x69 cm) di Cima da Conegliano, databile al 1505 e conservato al Museo Poldi Pezzoli di Milano.
La tavola è il frammento centrale del fronte di un cassone, o della testata di un letto, attualmente diviso in quattro parti: le altre due, che completavano la composizione con la raffigurazione di Baccante e di Sileno ubriaco sul dorso di un asino si trovano al Philadelphia Museum of Art. Una quarta si trova in collezione privata in Francia.

## Collegamenti esterni

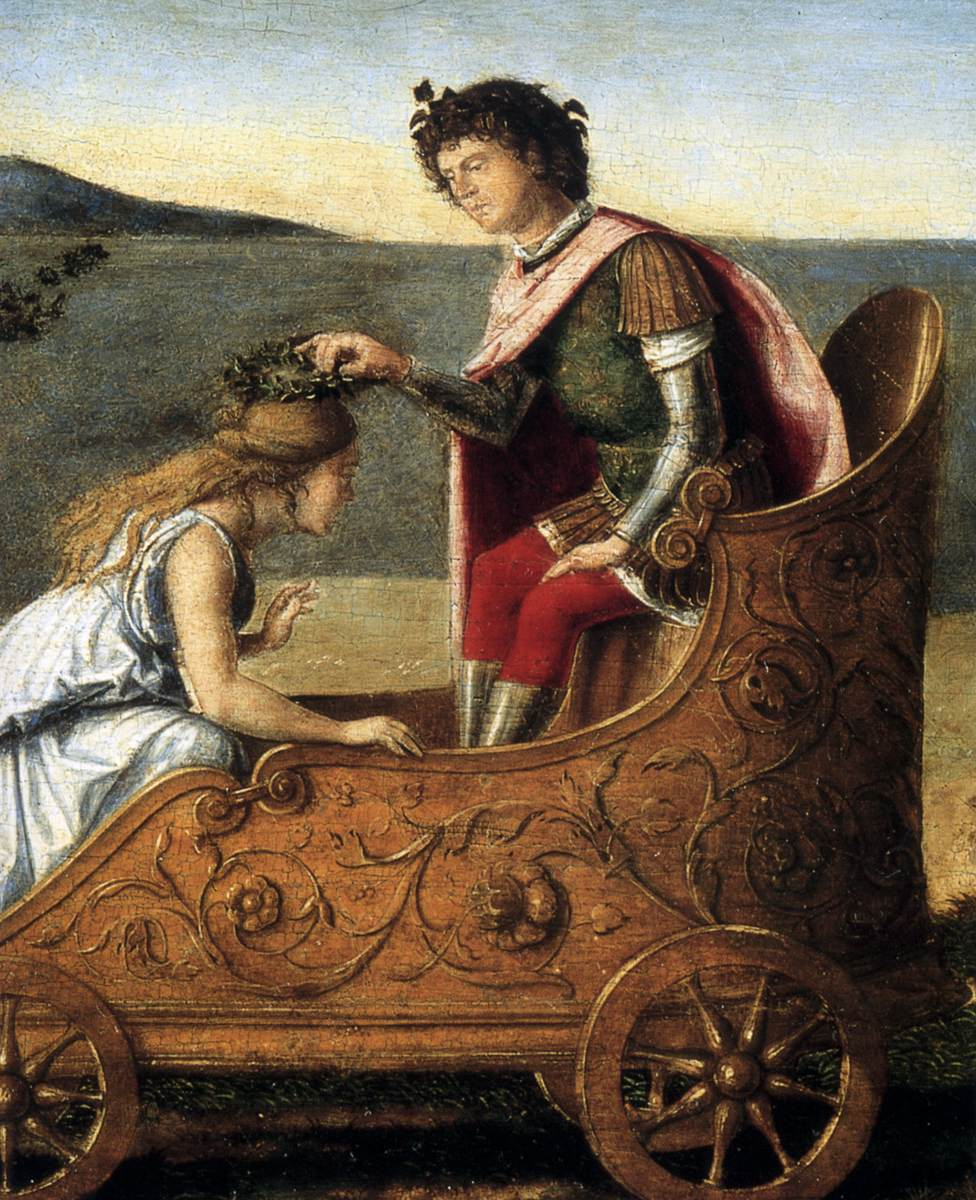
Dettaglio

## Descrizione
La tavola raffigura Bacco, rivestito di un'armatura, in atto di incoronare Arianna che si genuflette di fronte a lui. 
I due sono portati in trionfo su un carro dorato trainato da pantere, e sono accompagnati da una menade e da un satiro che recano il tirso (il ramo ornato di pampini ed edera); una figura satiresca, umana ma dalle orecchie caprine, porta sulle spalle una cesta colma di uva. 
La fonte della scena è Ovidio, che nell' Ars Amatoria e nelle Metamorfosi narra come Dioniso, di ritorno dalla vittoriosa spedizione in India, avesse incontrato sull'isola di Nasso Arianna, là abbandonata da Teseo, e ne avesse fatto la sua sposa.